# Робітниче селище імені В. І. Леніна
Робітниче селище імені В. І. Леніна (рос. имени В. И. Ленина) — робітниче селище в Бариському районі Ульяновської області Російської Федерації.
Населення становить 1972 особи. Входить до складу муніципального утворення Ленінське міське поселення.

## Історія
Від 2004 року входить до складу муніципального утворення Ленінське міське поселення.

## Населення
| 1939  | 1959  | 1970  | 1979  | 1989  | 2002  | 2009  |
| ----- | ----- | ----- | ----- | ----- | ----- | ----- |
| 3204  | ↗5109 | ↗5446 | ↘3337 | ↗3338 | ↘2915 | ↘2515 |
| 2010  | 2012  | 2013  | 2014  | 2015  | 2016  | 2017  |
| →2515 | ↘2433 | ↘2355 | ↘2306 | ↘2273 | ↘2238 | ↘2187 |
| 2018  | 2019  | 2020  | 2021  |       |       |       |
| ↘2162 | ↘2116 | ↘2072 | ↘1972 |       |       |       |